# Irwiniella purpurariae
Irwiniella purpurariae är en tvåvingeart som först beskrevs av Frey 1958.  Irwiniella purpurariae ingår i släktet Irwiniella och familjen stilettflugor.
Artens utbredningsområde är Kanarieöarna. Inga underarter finns listade i Catalogue of Life.